# Județul Harghita
Harghita (în maghiară Hargita) este un județ situat în estul Transilvaniei, în zona centrală a României. Reședința județului este municipiul Miercurea Ciuc. Conform datelor recensământului din 2011 populația județului este constituită din 82,89% etnici maghiari și 15,94% români, diferența fiind reprezentată de alte naționalități (circa 1,2%).
Județul a fost înființat în anul 1968 prin reorganizarea teritorială a Regiunii Mureș-Autonomă Maghiară (din raioanele Toplița, Gheorgheni, Odorheiu Secuiesc și Miercurea Ciuc). Cea mai mare parte a teritoriului județului de azi a făcut parte mai devreme din Județele (interbelice) Ciuc și Odorhei, respectiv din comitatele (antebelice) Ciuc și Odorhei (având reședințele la Miercurea Ciuc și la Odorheiu Secuiesc). Înainte de 1876 teritoriul județului de azi a făcut parte din Scaunul Secuiesc al Ciucului (cu scaunele filiale Giurgeu și Cașin) și din Scaunul Odorhei (cu scaunele filiale Brăduț și Cristuru Secuiesc).

## Geografie

### Încadrare
Județul Harghita (cu o suprafață totală de 6.610 kmp, reprezentând 2,8% din suprafața României) este situat în estul Transilvaniei și se învecinează cu județele Neamț și Bacău la est, la vest cu Mureș, la sud cu Brașov și Covasna, iar la nord cu județul Suceava.

### Relief

##### Zona de munte
Sectorul vestic :
- Munții Călimani situați în nordul defileului Mureșului cu altitudini mari, unele peste 2.000 m. (Vârful Pietrosu 2.102 m).
- Munții Gurghiu dispuși între defileul Mureșului la nord, pasul Sicaș la sud, Depresiunea Giurgeului la est iar la vest dealurile Mureșului și Subcarpații Târnavelor.
- Munții Harghitei formează un lanț lung de 70 km. și lat de circa 25 km. cu vârfurile Harghita Racu de 1.757 m, Harghita Ciceu de 1.759 m. și Harghita Mădăraș de 1.800 m. Ei se delimitează de pasul Sicaș și obârșia Târnavei Mari la nord, de linia localităților Feliceni, Văleni, Merești și Mărtiniș spre vest, iar spre sud de Depresiunea și Munții Baraolt pe linia localităților Herculian și Filia. În est limita trece pe la baza conului vulcanic Pietrosu și Depresiunea Ciucului.

Sectorul estic :
- Munții Budacului se află în sud-estul Munților Bistriței între râurile Neagra Broștenilor, Borca și Bistricioara.
- Munții Giurgeului se prezintă sub forma unei culmi prelungi între Munții Călimani la nord, depresiunile Borsec și Bilbor în est și nord-est, Munții Hășmaș în sud și depresiunea cu același nume la vest.
- Munții Hășmaș dispuși între apele Bistricioarei și pârâul Lavardi.
- Munții Ciucului situați la limita estică a Depresiunii Ciucului între obârșiile Oltului, Trotușului și Uzului.
- Munții Perșani pătrund în județul Harghita prin culmile nordice situate pe valea pârâului Vârghiș.

##### Zona de deal
- Dealurile Târnavei Mici se întind de la valea Nirajului până la pârâul Nicou Alb.
- Dealurile Odorheiului având culmile Tăietrua, Cetatea Bădeni și Rez, dominante în partea vestică.

##### Zona depresionară
- Depresiunea Giurgeului pe valea superioară a Mureșului cu o lungime de 40 km. și o lățime maximă de 25 km.
- Depresiunea Ciucului este situată în partea centrală a Carpaților Orientali, drenată de cursul superior al Oltului și afluenții săi și se întinde pe o lungime de peste 50 km. și o lățime de 10 km.
- Depresiunea Cașin se află în vestul Munților Ciuc, la limita cu Munții Bodoc și are o lungime de aproximativ 20 km.

### Hidrografie

#### Râuri
- Oltul curge spre sud colectând o serie de afluenți cu debit mic: Pârâu Mare, Lunca Mare, Mădărașu Mare, Cozmeni, Frumoasa, Tușnad, Delnița.
- Mureșul  cu direcția nord și colectează pârâurile: Toplița, Jolotca, Călimănel, Borzont, Ditrău, Șumuleul Mare, Gălăuțaș.
- Râul Târnava Mică având afluenții Creanga Mare și Corund.
- Râul Trotuș
- Râul Uz
- Râul Vârghiș
- Râul Homorod
- Râul Cașin
- Râul Bicaz

#### Lacuri
- Lacul Sfânta Ana format în craterul unui fost vulcan.
- Lacul Roșu, lac de baraj natural format în urma prăbușirii unui vârf de munte ce a blocat cursul unui râu.

### Climă
Clima prezintă diferențieri importante în funcție de înălțime, vale, depresiune, curenți, dar , în principal se remarcă două tipuri:
- climă continental moderată în dealurile subcarpatice, unde verile sunt calde și bogate în precipitații, iar iernile friguroase și uneori viscole. Temperatura medie vara, luna iulie este de 18 grade iar a iernii, luna ianuarie este de -5,5 grade Celsius.
- climă montană specifică zonelor înalte în care verile sunt scurte, răcoroase și bogate în precipitații, iar iernile geroase, viscolite și cu un strat de zăpadă gros și stabil o perioadă îndelungată. Media temperaturilor este de 10 grade vara și -8 grade Celsius iarna.

Depresiunea Ciuc și Gheorgheni se individualizează din punct de vedere climateric datorită faptului că aici se constată un topoclimat specific, caracterizat prin frecvențe mari și persistențe îndelungate ale inversiunilor termice nocturne și de iarnă. Urmare a acestor fenomene, depresiunile respective se situează printre regiunile cele mai reci din țară, atât în perioada verii cât și a iernii.

### Floră și faună
Flora în zona dealurilor bogată în specii de foioase: fag, carpenul, gorunul; pe culmile montane pe areale întinse și compacte se dezvoltă molidul, socul roșu, paltinul, coacăzul, scorușul; în depresiuni vegetație specifică formată din plante mezohigrofile și higrofile precum salcia, răchita, arinul, trestia, rogozul, coada calului etc.
Fauna foarte bogată și variată aici trăind: căprioara, lupul, vulpea, mistrețul, veverița, iepurele, dihorul, râsul, jderul, ursul, cerbul carpatin, acvila de munte, pițigoiul, mierla etc.

## Istoric
Descoperirile arheologice ne arată că teritoriul județului Harghita a fost locuit încă din paleolitic, trecând apoi la neolitic zona aparținea arealului culturii liniare, culturii Boian și Precucuteni. În eneolitic pe  teritoriul județului pătrund comunitățile culturilor Tisa, Bodrogkeresztúr și apoi culturile amforelor sferice, iar trecerea la epoca bronzului îi aparține culturii Ciomortan, suprapusă de cultura Wietenberg. La începutul perioadei târzii a epocii bronzului pe teritoriul județului Harghita pătrund purtătorii culturii Noua. Prima vârstă a fierului este epoca în care se produc mari sinteze culturale, din care se vor cristaliza elementele de bază ale civilizației dacice.
După cucerirea romană din anul 106 î.Hr. teritoriul județului a intrat parțial, doar ținuturile vestice,  în componența provinciei romane Dacia, cunoscând o dezvoltare diferențiată, cele  estice rămânând în afara acesteia. Viața economică intensă este atestată de numeroasele descoperii monetare și de tezaure de la Borsec, Valea Strâmbă, Tibod, Cristuru Secuiesc.  La mijlocul secolului al III-lea administrația și armata romană părăsesc provincia, urmând o perioadă plină de perturbații etnodemografice.
În secolul al IV-lea pe teritoriul județului Harghita, ca și în tot estul Transilvaniei se extinde complexul cultural Sântana de Mureș-Cerneahov, goții stăpânind politic o perioadă acest teritoriu. În secolul al VII-lea, după stabilirea avarilor în Transilvania, prin pasurile Carpaților Orientali a început pătrunderea slavilor sub presiunea cărora teritoriul avar s-a restrâns în secolul al VIII-lea și s-a limitat la cursul mijlociu al Mureșului și cel inferior al Târnavelor. Cercetările arheologice arată ca viața majorității așezărilor în perioada târzie a migrațiilor  nu se stinge în secolul al VIII-lea. ci continuă secolele următoare când în secolul al XIII-lea aici apar primele așezări secuiești.
1366-1427-perioada formării Scaunelor Secuiești
1562 secuimea se răzvrătește împotriva împotriva taxelor impuse de Ioan Sigismund Zápolya dar răscoala a fost înfrântă și secuimea a fost destrămată și înglobată în sistemul uniformizat al județelor.
1657 începe campania pentru cucerirea tronului Poloniei bazată pe trupele secuiești, iar ca represalii Poarta Otomană ordonă atac devastator împotriva secuilor în anul 1661.
1691 Transilvania ajunge sub dominația Imperiului Habsburgic, deciziile importante se iau la Viena.
1694 tătarii intră prin pasul Ghimeș, devastează tot și iau ostateci.
1710 odată cu stabilirea administrației habsburgice se reconstruiește Cetatea Mikó (Miercurea-Ciuc).
1750-1762: În cadrul Graniței Militare sunt înființate Primul Regiment Secuiesc de Infanterie și Al Doilea Regiment Secuiesc de Infanterie, ceea ce stârnește nemulțumirea secuilor.
1764: Masacrul de la Siculeni. Refuzul secuilor de a se înrola în regimentele de grăniceri, parte a sistemului militar austriac, a culminat cu revolte violente. Acestea au fost reprimate de generalul Adolf von Buccow. Potrivit datelor istorice, aproximativ 200 secui au fost uciși în cursul evenimentelor.
1784 iau ființă comitatele Ciuc și Odorhei.
1819 se construiește primul drum pavat Miercurea Ciuc-Odorheiul Secuiesc.
1849 Imperiul Habsburgic scade treptat în putere, urmează  o perioadă de relativă dezvoltate, aceasta amplificându-se la sfârșitul  secolului al XIX-lea. Odată cu apariția primelor căi ferate ce traversează zona, secuimea începe o dezvoltare mai considerabilă, cu perioade mai grele marcate de primul și al II-lea război mondial.
Pe raza județului apar primele orașe, Odorheiul Secuiesc atestat în 1301 (atestat ca târg în 1485 și ca oraș în 1558) Gheorgheni atestat în 1333 (declarat oraș în 1905), Cristuru-Secuiesc atestat în 1395 (atestat ca târg în 1503 și ca oraș în 1559, decazut la statutul de târg în secolul XVII, decăzut la statutul de comună în 1886, declarat din nou oraș în 1956), orașul Miercurea Ciuc atestat ca târg în 1427 și ca oraș în anul 1558, Toplița atestat în 1567 (declarat oraș în anul 1956), Băile-Tușnad atestat în 1732 (declarat oraș 1968).

## Demografie
Județul Harghita are o populație de 326.222 locuitori, din care peste 56% traiesc în mediul rural.

### Structura etnică
Componența etnică a județului Harghita .
     Români (12,6%)
     Maghiari (secui) (82,89%)
     Romi (4,51%)

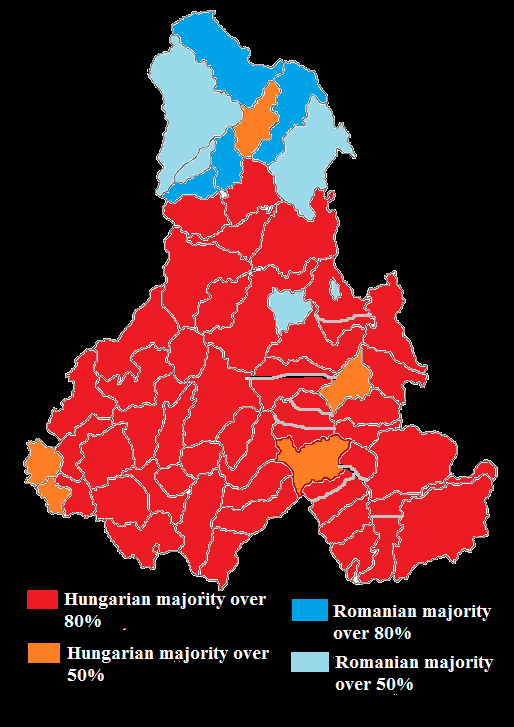
Harta etnică a Județului Harghita, bazată pe recensământul din 2011.

În județul Harghita trăiesc 232. 157 de etnici maghiari, adică 85,2% din totalul populației. 
- Maghiari - 232.157
- Români – 33.684
- Romi – 4.928

Harghita - evoluția demografică

050.000100.000150.000200.000250.000300.000350.0001930195619772002populațiePopulația istorică din Harghita
Date: Recensăminte sau birourile de statistică - grafică realizată de Wikipedia

 În ceea ce priveşte structura confesională, 66,2 la sută dintre cei care au oferit informaţii au declarat că sunt de religie romano-catolică, 12,07 la sută de religie reformată, 11,55 la sută de religie ortodoxă, 7,06 la sută de religie unitariană, iar 3,11 la sută de altă religie. Astfel de date nu sunt disponibile în cazul a 22.890 de persoane. 

## Transport

### Rețeaua căilor rutiere
- E578: Sărățel-Reghin-Toplița-Gheorgheni-Miercurea Ciuc-Sfântu Gheorghe-Chichiș
- DN11B: Târgu Secuiesc-Cozmeni
- DN12: Brașov-Sfântu Gheorghe-Băile Tușnad-Miercurea Ciuc-Toplița
- DN12A: Miercurea Ciuc-Târgu Ocna-Comănești-Onești
- DN12C: Gheorgheni-Lacu Roșu-Bicaz
- DN13A: Miercurea Ciuc-Praid-Sovata-Bălăușeri
- DN13B: Gheorgheni-Praid
- DN13C: Bisericani-Șimonești-Cristuru Secuiesc-Secuieni-Vânători
- DN15: Turda-Luduș-Târgu Mureș-Toplița-Piatra Neamț-Bacău
- DJ123: Sânsimion-Sânmartin-Valea Uzului-Dărmănești
- DJ123A: Tușnad-Sânsimion-Sântimbru-Sâncrăieni

### Rețeaua căilor ferate
- Tronsonul: Miercurea Ciuc-Sfântu Gheorghe-Brașov
- Tronsonul: Miercurea Ciuc-Toplița-Deda
- Tronsonul: Miercurea Ciuc-Comănești-Adjud

## Economie
Exploatarea și prelucrarea lemnului în industria fabricării mobilierului joacă un rol important în economia județului Harghita. Bogăția subsolurilor în hidrominerale, gaze mofetice și ape termale are de asemenea o importanță economică prin valorificarea acestora în stațiunile balneoclimaterice Băile Harghita și  Băile Tușnad, iar rezervele de ape minerale de diferite tipuri hidrochimice sunt valorificate pe scară industrială sub forma apelor minerale îmbuteliate Borsec, Perla Harghitei, Tușnad, Bilbor. Un aport deosebit în economia județului aduce și industria de textile, confecții și tricotaje, industria alimentară prin prelucrarea și industrializarea cărnii și a laptelui, agricultura prin valorificarea culturilor și creșterea animalelor, comerțul, serviciile și turismul.
Valorificarea produselor specifice zonei, ceramica populară de la Corund și Dănești și intensificarea agroturismului au de asemenea rolul lor în economia acestui județ.

## Turism
Harghita este al optulea județ de pe traseul turistic Via Transilvanica, care începe în Județul Mehedinți, străbate Munții Carpați și Podișul Transilvaniei, și se încheie la Mânăstirea Putna din Județul Suceava. Principalele atracții turistice sunt:
- Complexul baroc Șumuleu Ciuc
- Mănăstirea Sfântul Ilie din Toplița
- Biserica de lemn din Tulgheș
- Biserica din Săcel
- Castelul Mikó ce adăpostește Muzeul de Etnografie
- Castelul Lăzarea
- Băile Tușnad
- Borsec
- Băile sărate Praid
- Lacul Sfânta Ana
- Lacul Roșu
- Cheile Bicazului
- Poiana narciselor de la Vlăhița
- Muntele de sare Praid
- Mlaștina Dumbrava Harghitei
- Parcul Național Cheile Bicazului - Hășmaș
- Parcul Național Călimani

## Politică
Județul Harghita este administrat de un consiliu județean format din 30 consilieri. În urma alegerilor locale din 2024, consiliul este prezidat de Barna-Botond Bíró[*] de la UDMR, iar componența politică a Consiliului este următoarea:
|  | Partid                                 | Consilieri | Componența Consiliului | Componența Consiliului | Componența Consiliului | Componența Consiliului | Componența Consiliului | Componența Consiliului | Componența Consiliului | Componența Consiliului | Componența Consiliului | Componența Consiliului | Componența Consiliului | Componența Consiliului | Componența Consiliului | Componența Consiliului | Componența Consiliului | Componența Consiliului | Componența Consiliului | Componența Consiliului | Componența Consiliului | Componența Consiliului | Componența Consiliului | Componența Consiliului | Componența Consiliului | Componența Consiliului |
|  | -------------------------------------- | ---------- | ---------------------- | ---------------------- | ---------------------- | ---------------------- | ---------------------- | ---------------------- | ---------------------- | ---------------------- | ---------------------- | ---------------------- | ---------------------- | ---------------------- | ---------------------- | ---------------------- | ---------------------- | ---------------------- | ---------------------- | ---------------------- | ---------------------- | ---------------------- | ---------------------- | ---------------------- | ---------------------- | ---------------------- |
|  | Uniunea Democrată Maghiară din România | 24         |                        |                        |                        |                        |                        |                        |                        |                        |                        |                        |                        |                        |                        |                        |                        |                        |                        |                        |                        |                        |                        |                        |                        |                        |
|  | Partidul Social Democrat               | 2          |                        |                        |                        |                        |                        |                        |                        |                        |                        |                        |                        |                        |                        |                        |                        |                        |                        |                        |                        |                        |                        |                        |                        |                        |
|  | Alianța Maghiară din Transilvania      | 2          |                        |                        |                        |                        |                        |                        |                        |                        |                        |                        |                        |                        |                        |                        |                        |                        |                        |                        |                        |                        |                        |                        |                        |                        |
|  | Partidul Național Liberal              | 2          |                        |                        |                        |                        |                        |                        |                        |                        |                        |                        |                        |                        |                        |                        |                        |                        |                        |                        |                        |                        |                        |                        |                        |                        |

## Diviziuni administrative
Județul este format din 67 unități administrativ-teritoriale: 4 municipii, 5 orașe și 58 de comune.
Lista de mai jos conține unitățile administrativ-teritoriale din județul Harghita.
| Stemă              | Nume               | Tip de localitate            | Populație          | Imagine            |
| Municipii și orașe | Municipii și orașe | Municipii și orașe           | Municipii și orașe | Municipii și orașe |
| ------------------ | ------------------ | ---------------------------- | ------------------ | ------------------ |
|                    | Gheorgheni         | municipiu                    | 18.377             |                    |
|                    | Miercurea Ciuc     | municipiu reședință de județ | 38.966             |                    |
|                    | Odorheiu Secuiesc  | municipiu                    | 34.257             |                    |
|                    | Toplița            | municipiu                    | 13.929             |                    |
|                    | Borsec             | oraș                         | 2.585              |                    |
|                    | Băile Tușnad       | oraș                         | 1.641              |                    |
|                    | Bălan              | oraș                         | 6.115              |                    |
|                    | Cristuru Secuiesc  | oraș                         | 10.796             |                    |
|                    | Vlăhița            | oraș                         | 6.898              |                    |
| Comune             |                    |                              |                    |                    |
|                    | Atid               | comună                       | 2.705              |                    |
|                    | Avrămești          | comună                       | 2.465              |                    |
|                    | Bilbor             | comună                       | 2.638              |                    |
|                    | Brădești           | comună                       | 1.915              |                    |
|                    | Ciceu              | comună                       | 2.679              |                    |
|                    | Ciucsângeorgiu     | comună                       | 4.839              |                    |
|                    | Ciumani            | comună                       | 4.328              |                    |
|                    | Corbu              | comună                       | 1.520              |                    |
|                    | Corund             | comună                       | 6.135              |                    |
|                    | Cozmeni            | comună                       | 2.115              |                    |
|                    | Cârța              | comună                       | 2.709              |                    |
|                    | Căpâlnița          | comună                       | 2.026              |                    |
|                    | Dealu              | comună                       | 3.907              |                    |
|                    | Ditrău             | comună                       | 5.483              |                    |
|                    | Dârjiu             | comună                       | 1.036              |                    |
|                    | Dănești            | comună                       | 2.292              |                    |
|                    | Feliceni           | comună                       | 3.297              |                    |
|                    | Frumoasa           | comună                       | 3.682              |                    |
|                    | Gălăuțaș           | comună                       | 2.498              |                    |
|                    | Joseni             | comună                       | 5.536              |                    |
|                    | Leliceni           | comună                       | 2.010              |                    |
|                    | Lueta              | comună                       | 3.439              |                    |
|                    | Lunca de Jos       | comună                       | 5.328              |                    |
|                    | Lunca de Sus       | comună                       | 3.242              |                    |
|                    | Lupeni             | comună                       | 4.473              |                    |
|                    | Lăzarea            | comună                       | 3.424              |                    |
|                    | Merești            | comună                       | 1.339              |                    |
|                    | Mihăileni          | comună                       | 2.644              |                    |
|                    | Mugeni             | comună                       | 3.491              |                    |
|                    | Mădăraș            | comună                       | 2.199              |                    |
|                    | Mărtiniș           | comună                       | 2.838              |                    |
|                    | Ocland             | comună                       | 1.293              |                    |
|                    | Plăieșii de Jos    | comună                       | 3.033              |                    |
|                    | Porumbeni          | comună                       | 1.805              |                    |
|                    | Praid              | comună                       | 6.502              |                    |
|                    | Păuleni-Ciuc       | comună                       | 1.831              |                    |
|                    | Racu               | comună                       | 1.607              |                    |
|                    | Remetea            | comună                       | 6.165              |                    |
|                    | Satu Mare          | comună                       | 1.995              |                    |
|                    | Secuieni           | comună                       | 2.644              |                    |
|                    | Siculeni           | comună                       | 2.726              |                    |
|                    | Subcetate          | comună                       | 1.832              |                    |
|                    | Suseni             | comună                       | 5.114              |                    |
|                    | Sâncrăieni         | comună                       | 2.526              |                    |
|                    | Sândominic         | comună                       | 6.110              |                    |
|                    | Sânmartin          | comună                       | 2.322              |                    |
|                    | Sânsimion          | comună                       | 3.482              |                    |
|                    | Sântimbru          | comună                       | 2.063              |                    |
|                    | Săcel              | comună                       | 1.253              |                    |
|                    | Sărmaș             | comună                       | 3.804              |                    |
|                    | Tomești            | comună                       | 2.563              |                    |
|                    | Tulgheș            | comună                       | 3.279              |                    |
|                    | Tușnad             | comună                       | 2.147              |                    |
|                    | Ulieș              | comună                       | 1.193              |                    |
|                    | Voșlăbeni          | comună                       | 1.929              |                    |
|                    | Vărșag             | comună                       | 1.580              |                    |
|                    | Zetea              | comună                       | 5.643              |                    |
|                    | Șimonești          | comună                       | 3.776              |                    |